# San Lorenzo (Nariño)
Pour les articles homonymes, voir San Lorenzo.
San Lorenzo est une municipalité située dans le département de Nariño en Colombie.